# Bebil jezik
Bebil jezik (ISO 639-3: bxp; bobilis, gbigbil), nigersko-kongoanski jezik iz kamerunskog departmana Lom-et-Djérem srodan jeziku bebele [beb]. Oko 6 000 govornika (1991 SIL)
Pripada sjeverozapadnoj bantu skupini zone A unutar koje s još sedam drugih jezika čini podskupinu yaunde-fang (A.70). U upotrebi su i beti [btb] ili bebele.

## Vanjske poveznice
- Ethnologue (14th)
- Ethnologue (15th)